# Karl Vormbrock
Karl Vormbrock (* 13. November 1884 in Senne, Kreis Bielefeld; † 27. Mai 1958 in Bielefeld) war ein deutscher Pädagoge, Heimatforscher und Autor.

## Leben
Karl Vormbrock wurde 1884 als Sohn eines Gastwirtes und Bäckers geboren. Nach dem Besuch des Lehrerseminars in Gütersloh war er an verschiedenen Schulen in den Landkreisen Minden und Bielefeld beschäftigt. Ab 1930 arbeitete er als Rektor in Bielefeld.
Neben seiner Tätigkeit als Pädagoge wirkte Karl Vormbrock als Autor und Herausgeber heimatkundlicher Schriften. Sein besonderes Interesse galt dem Erhalt und der Pflege der plattdeutschen Sprache. Er gehörte seit 1928 ununterbrochen dem Vorstand des Historischen Vereins für die Grafschaft Ravensberg an.
Karl Vormbrock war der Bruder von Heinrich Vormbrock.

## Werke
- Der Ravensberger Heimatkalender für das Minden-Ravensberger Land (Hrsg., zusammen m. R. Kaeller), Bielefeld, 1928 ff.
- Heimat und Heimstätten. Ein westfälisches Heimat- und Heimstättenbuch zur Erinnerung und Mahnung. (Hrsg.), Deutscher Heimat-Verlag, Bielefeld-Bethel 1952.
- Der Heimstätter (Hrsg.), Bielefeld, 1953 ff.